# Kumudam
Ne pas confondre avec Kumudham (en).
Kumudam est un magazine hebdomadaire tamoul publié à Chennai en Inde. Il a été fondé en 1948 par S.A.P. Annamalai, et son ami proche et confident PV Parthasarathy. Maintenant, le magazine est publié par le groupe Kumudam, qui publie également d'autres magazines tamouls, notamment Kumudam Reporter, Kumudam Snehidi, Kumudam Bhakti, Kumudam Jothidam, Kumudam Theeranadhi. Le groupe Kumudam a lancé un magazine spirituel Telugu appelé Kumudam Bhakthi Special.
Il avait un tirage de 620 000 exemplaires en 1986. Le site web kumudam.com a attiré plus de 66 000 visiteurs en 2008 selon un sondage Compete.com.

## Critique
En septembre 2015, Kumudam a fait l'objet de critiques lorsqu'un article publié dans Kumudam Reporter avait critiqué les femmes portant des leggings. Les photos des femmes utilisées dans l'article auraient été imprimées sans consentement. L'article a reçu une attention considérable des médias sociaux, ce qui a donné lieu à une pétition sur Change.org, qui a reçu plus de 17 500 signatures[réf. nécessaire]